# Le Christ portant la croix (Le Greco)
Pour les articles homonymes, voir Christ portant la croix (homonymie).
Le Christ portant la croix est une peinture à l'huile sur toile de l'artiste Le Greco, réalisée au début de sa période espagnole à Tolède vers 1580. Ses dimensions sont de 105 x 79 cm. Le tableau est exposé dans la salle El Greco de la collection du Metropolitan Museum of Art de New York.

## Description
La toile représente le Christ dans un moment de réflexion personnelle alors qu'il porte la croix jusqu'à sa mort, commettant ainsi le sacrifice ultime pour l'humanité. Les yeux du Christ sont levés vers le ciel alors qu'il commence sa marche vers sa Crucifixion. Ses mains douces s'enroulent autour de la croix pendant qu'une nuit orageuse inonde l'arrière-plan. Bien que la tempête semble faire rage dans un moment de mort, le Christ nous rappelle que Dieu est avec les Hommes et qu'il est avec eux en tout temps. La profondeur du regard de Jésus dirigé vers le ciel montre qu'il n'est pas nécessaire d'avoir des doutes ou de la peur aux yeux du Seigneur.

## Provenance
Le Christ portant la croix a appartenu auparavant au politicien britannique William Stirling Maxwell (1818-1878), au général Archibald Stirling et au lieutenant-colonel William Stirling. En 1953, il a été acquis par le banquier Robert Lehman, qui l'a légué en 1975 dans le cadre de sa collection au Metropolitan Museum of Art de New York.